# ادیلا
ادیلا (به لاتین: Adila) یک روستا در استونی است که در دهستان کوهیلا واقع شده‌است.